# Gressoney-La-Trinité
Pour l'ancienne commune, voir Gressoney.
Pour les articles homonymes, voir Gressoney (homonymie).
Gressoney-La-Trinité est une commune  italienne alpine de la région Vallée d'Aoste.

## Géographie
Gressoney-La-Trinité se trouve à la fin de la Vallée du Lys, en face au massif du Mont-Rose.

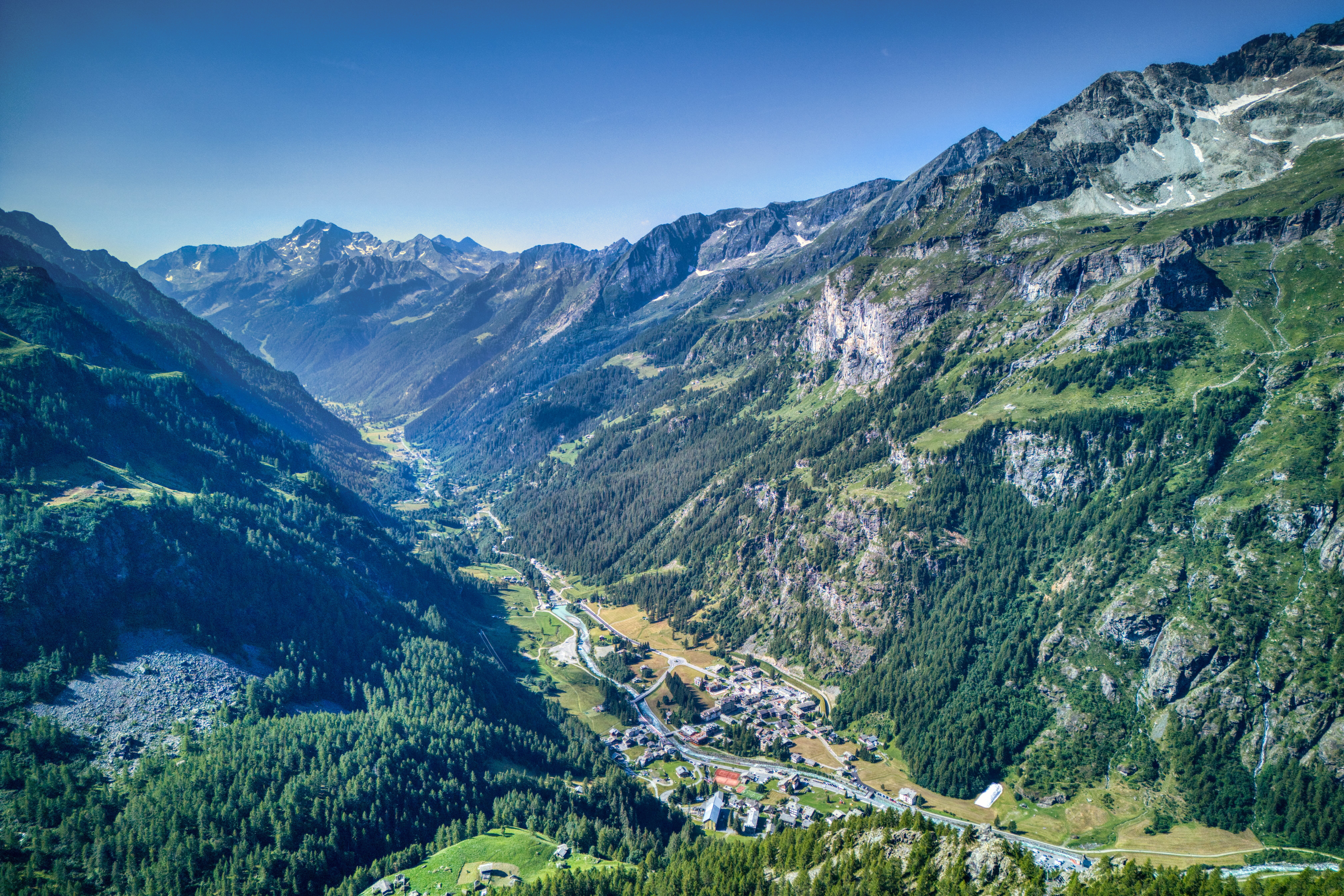
La haute vallée du Lys et Gressoney-La-Trinité

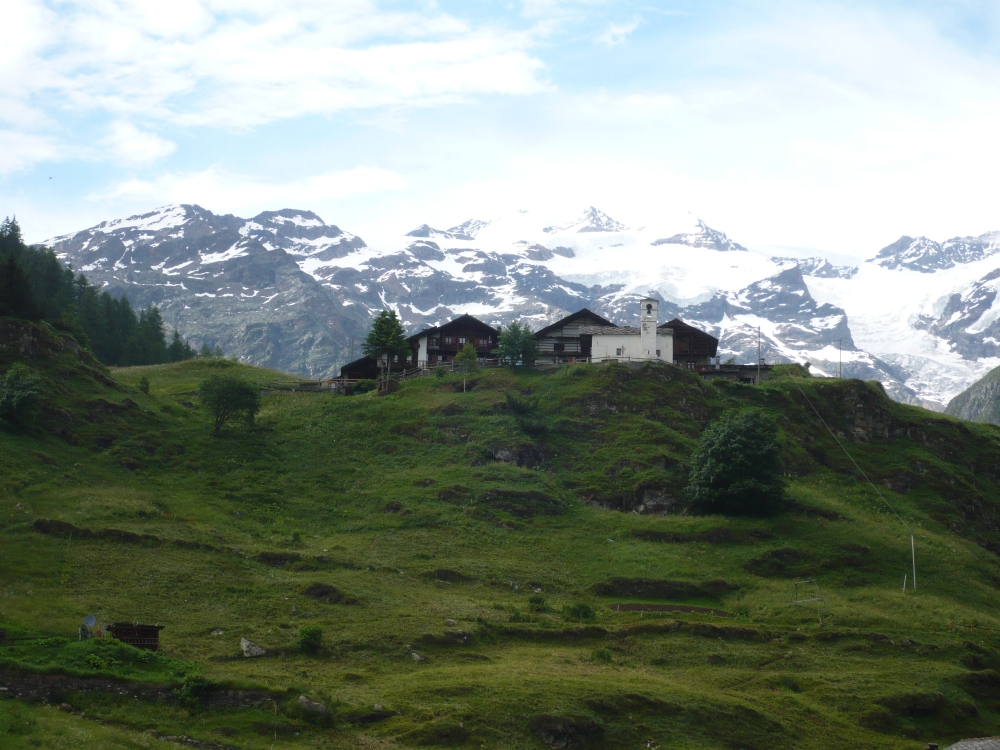
Le mont Rose vu de Gressoney-La-Trinité.

## Toponymie
Traditionnellement les deux communes de Gressoney-La-Trinité et de Gressoney-Saint-Jean forment une entité unique du point de vue du territoire et de la culture, dénommée Gressoney en français, Greschòney (officiel) ou Creschnau, dans le patois local de la langue walser (le Greschòneytitsch ou simplement Titsch), Kressenau (désuet) en allemand, et Greschunej en töitschu.
Plusieurs significations ont été attribuées au toponyme Gressoney au cours des siècles :
- Chreschen-eye : « plaine du cresson » ;
- Grossen-eys : « grand glacier » ;
- Chreschen-ey : « œuf déposé parmi les cressons ».

La signification la plus fiable serait la première, mais elle n'est attestée par aucun document.
Selon la toponymie traditionnelle de la haute vallée du Lys, cette commune s'appelle Oberteil (littéralement, « la partie d'en haut ») dans le patois local, le Greschòneytitsch.
Le toponyme actuel dérive du titulaire de la paroisse, la sainte Trinité, appelée Dreifaltigkeit en allemand et Drifaltigkeit en Titsch. Le saint patron est François Xavier en raison du fait que la Trinité ne peut pas être attribuée à une paroisse. Cette paroisse, créée en 1671 et dont le premier prêtre a été Johan Netscher, est consacrée par l'évêque d'Aoste François-Amédée Milliet d’Arvillars le 24 juin 1702, afin de donner la possibilité aux Gressonards de prier en allemand, car auparavant la paroisse la plus proche était Issime, francophone. L'élément germanophone se reflète également sur les destinations traditionnelles des pèlerinages, qui outre aux sanctuaires de Voury et d'Oropa, s'effectuaient également vers l'abbaye d'Einsiedeln.
Une troisième variante locale définissant ce village est Greschòney en de Tache, qui signifie « Gressoney près des toits ».

Localisation de la commune de Gressoney-La-Trinité à l'intérieur de la Vallée d'Aoste.

## Économie
Gressoney-La-Trinité fait partie de la communauté de montagne Walser - haute vallée du Lys.
L'économie de la commune s'appuie surtout sur le tourisme. Elle dispose d'implantations de ski, notamment le domaine skiable Monterosa Ski, reliant d'une part La-Trinité à Champoluc par le col du Bätt, et d'autre part à Alagna Valsesia par le Col des Salati.

### Domaine skiable

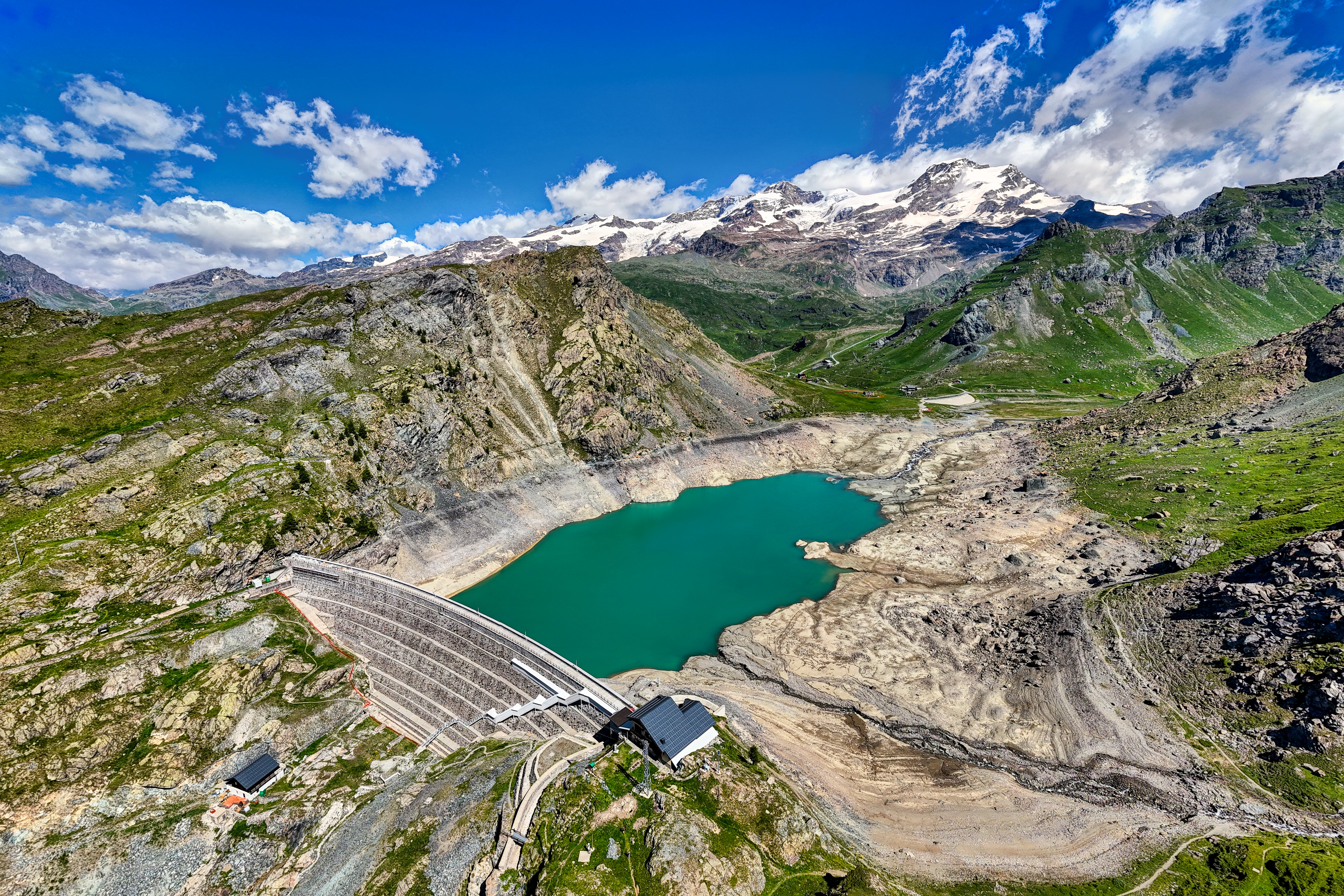
le lac du Gabiet

Le domaine skiable de Gressoney-La-Trinité compte 61,1 km de pistes, ce qui fait du plus central des sous-domaines de Monterosa Ski aussi le plus vaste. Une vue directe sur le massif du Mont Rose et ses glaciers est offerte depuis le domaine.
Un téléphérique équipé de cabines 71 places part depuis le hameau Stafal, en amont de Gressoney-La-Trinité, et rejoint Sainte-Anne (2 180 m). Un télésiège 4-places débrayable poursuit ensuite jusqu'au col du Bätt (2 727 m). Sur l'autre versant, un télécabine 8-places part aussi de Stafal, et rejoint Gabiet (2 318 m). Le retour à ski dans la vallée implique de déchausser sur environ 300 m. Depuis Gabiet part un court télésiège 3-places pour permettre la desserte de 2 pistes bleues, et la vue sur le lac du Gabiet. Une télécabine 12 places part aussi de ce point en direction du col des Salati (2 971 m), qui est aussi bien le point culminant du domaine Monterosa Ski que le point de jonction pour rejoindre la station piémontaise de Alagna Valsesia. Un téléphérique, équipé de cabines 60 places, relie le col des Salati à la pointe Indren (3 275 m), le véritable point culminant du domaine. Cette remontée mécanique est toutefois ouverte uniquement en été.
Le reste du domaine, aménagé entre Orsia et Gressoney-La-Trinité, est équipé principalement de deux télésièges relativement lents. Deux tapis-roulants sont implantés dans la station de Gressoney-La-Trinité.
La saison d'exploitation hivernale commence généralement début décembre et se termine début mai.

## Évolution démographique
Habitants recensés

## Culture

### Culture walser

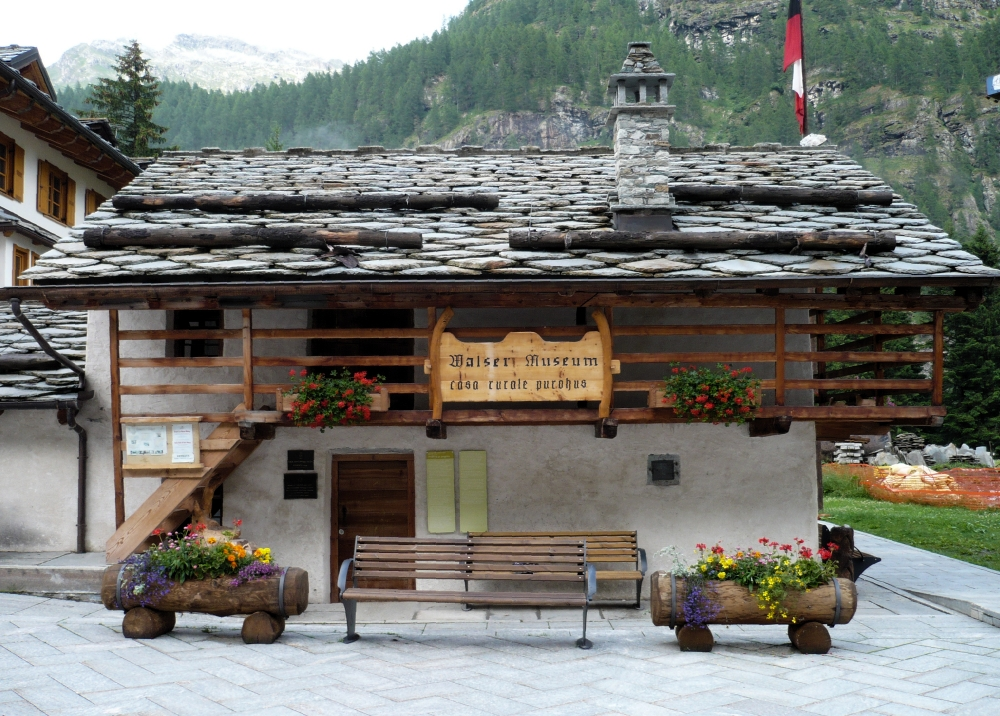
La maison rurale Puròhus faisant partie du Walser Ecomuseum.

La communauté de Gressoney-La-Trinité, tout comme celle de Gressoney-Saint-Jean et d'Issime, a été fondée par les migrants walsers, qui se déplacèrent à partir du XIIIe siècle, favorisés par le climat relativement doux dans les Alpes à cette époque. Leur mouvement à partir du Valais, intéressa la vallée du Lys et le haut Valsesia, au Piémont, et il fut encouragé sans doute par les seigneurs féodaux locaux, souhaitant peupler des vallées encore inhabitées afin de contrôler les cols alpins. En contrepartie, les Walser obtinrent des droits et libertés importants.
À Gressoney-La-Trinité, on parle un patois d'origine alémanique, semblable au patois de Zermatt (canton du Valais, Suisse), appelé Greschòneytitsch. C'est le même patois que l'on rencontre aussi à Gressoney-Saint-Jean, la commune limitrophe. Les deux communes, avec celles d'Issime et de Gaby constituent la Walsergemeinschaft Oberlystal (communauté walser de la haute vallée du Lys).
La culture walser est représentée aussi par l'architecture typique (voir le lien externe au fond de l'article), caractérisée par les Stadel, des maisons complètement en bois, s'appuyant sur des « champignons » en pierre.
Sur la place du chef-lieu, le village de Tache, se situe l'écomusée Walser.

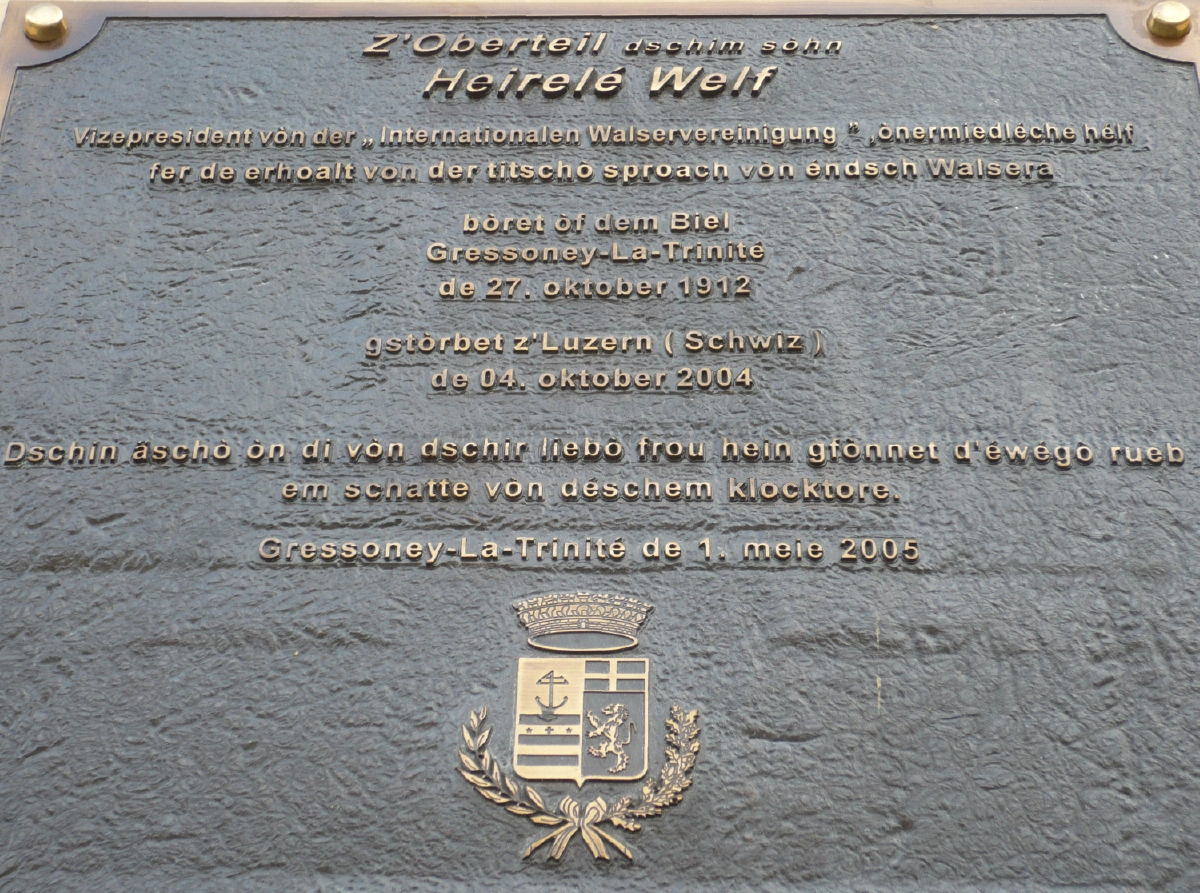
Plaque en Greschoneytitsch dédiée à Henrich Welf, originaire de Gressoney-La-Trinité, président du Walser Kulturzentrum de Saint-Jean.

### Produits traditionnels

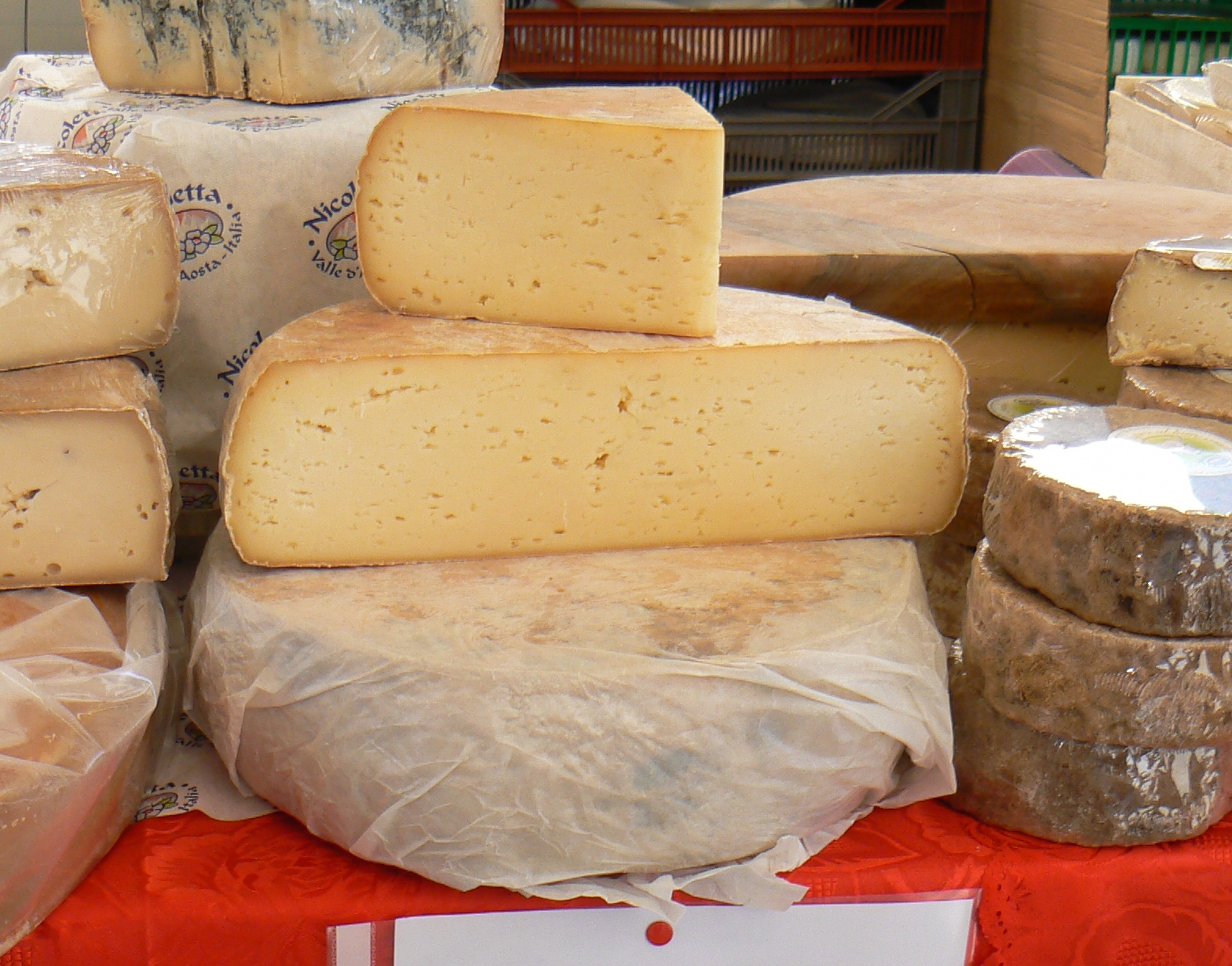
La Tomme de Gressoney.

- Tomme de Gressoney

## Personnalités liées à Gressoney-La-Trinité
- Humbert Monterin (1887–1940) - glaciologue et naturaliste.
- Léonard David, skieur alpin.

## Administration
Le terme "syndic" se traduit dans le patois alémanique local, le Greschòneytitsch, par Sendég.
| Période                                  | Période     | Identité         | Étiquette     | Qualité |
| ---------------------------------------- | ----------- | ---------------- | ------------- | ------- |
| 10 mai 2005                              | 24 mai 2010 | Massimo Comune   |               | Syndic  |
| 24 mai 2010                              | En cours    | Alessandro Girod | Liste civique | Syndic  |
| Les données manquantes sont à compléter. |             |                  |               |         |

### Hameaux
Entre parenthèses est indiquée la traduction du toponyme en allemand standard :

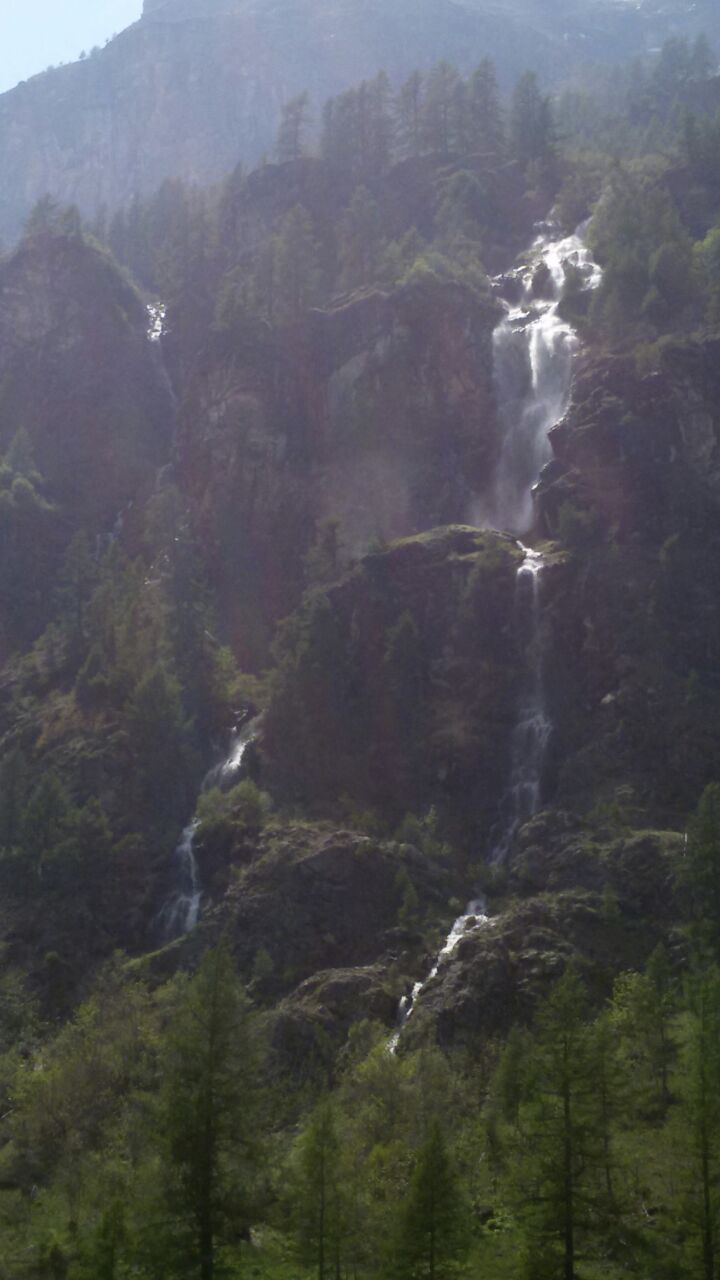
Cascades dans la haute vallée du Lys.

Sannmatto (Sandmatten), Tache, Ònderemwoald (Unterwald), Òndre Eselbode, Òbre Eselbode, Rèfetsch, Stòtz, Nétschò, Collete Sann, Ejò, Gòver, Stéde, Òrsio, Fòhré, Engé, Tschòbésch-hus (Tschobesch-Haus), Bédémie, Tschòcke, Montery, Gabiet, Héché, Selbsteg, Ònder Bät (Unterbätt), Òber Bät (Oberbätt), Biel, Tòlo, Wòaldielé, Anderbät (An der Bätt), Stafal, Tschaval, Òbrò Dejelò, Òndro Dejelò.

## Galerie de photos

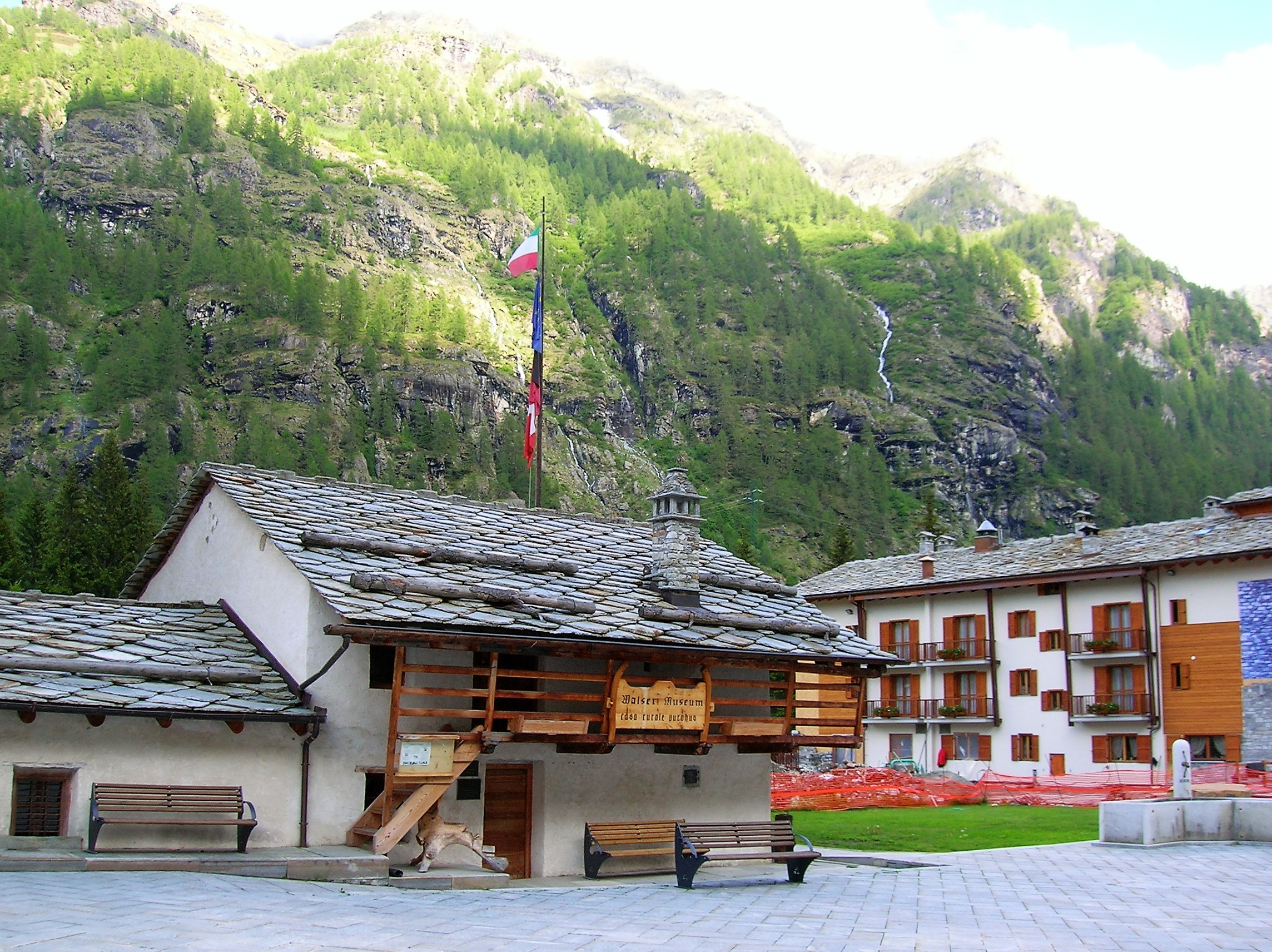
L'écomusée Walser.
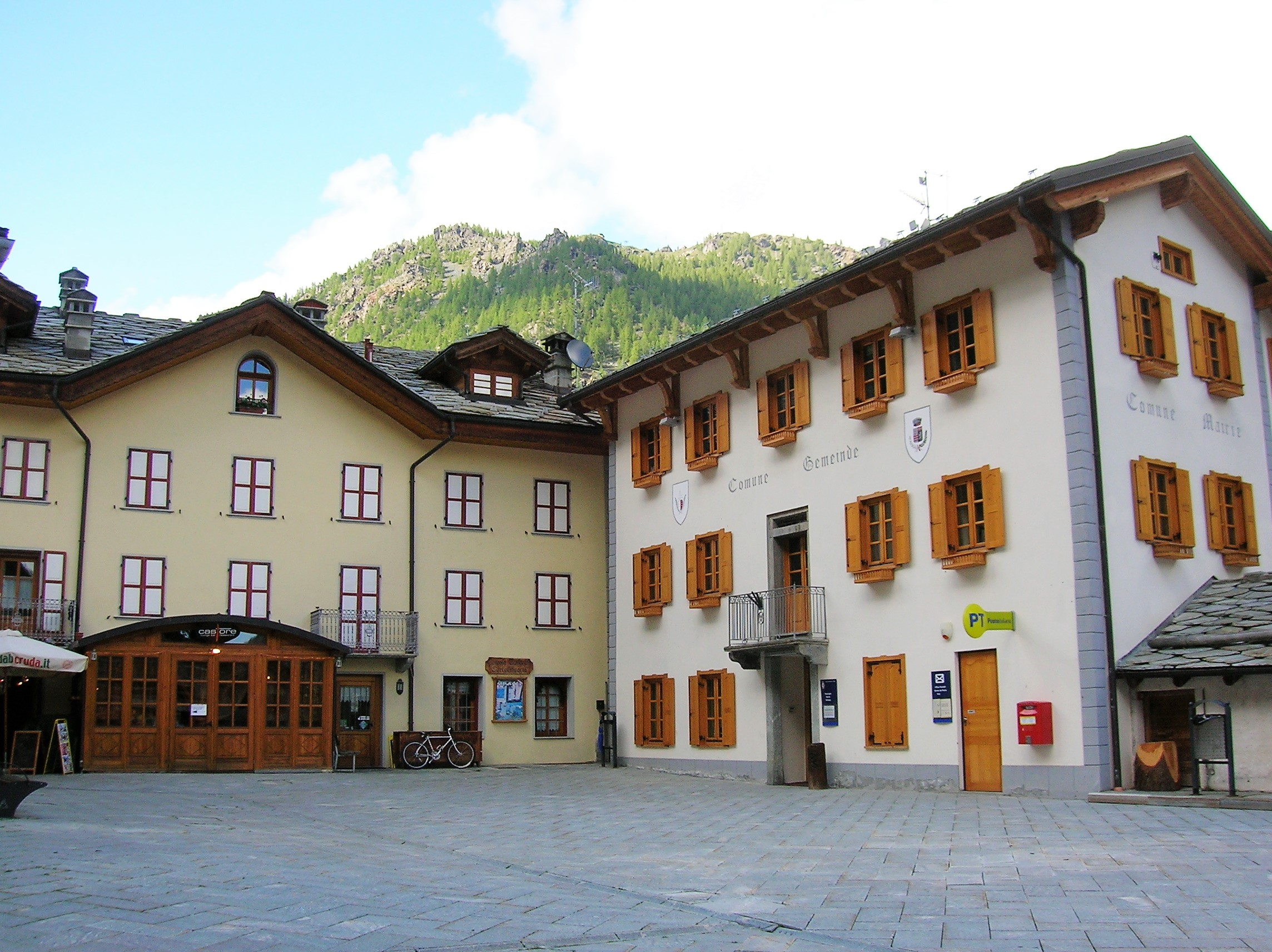
La maison communale.
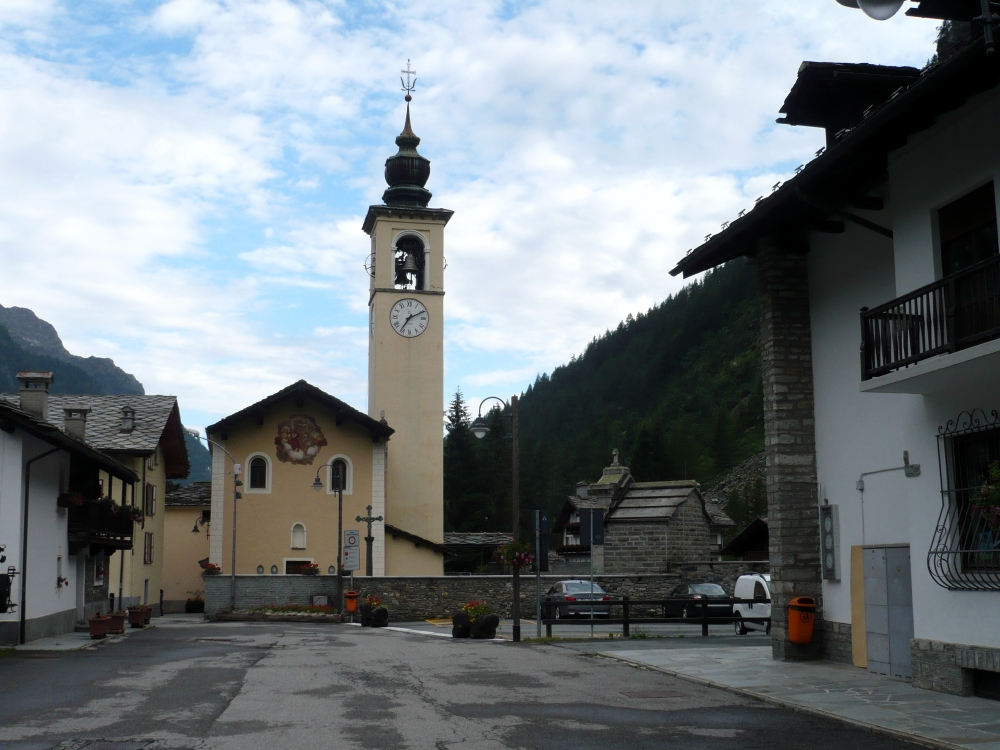
L'église paroissiale du hameau Tache (chef-lieu).
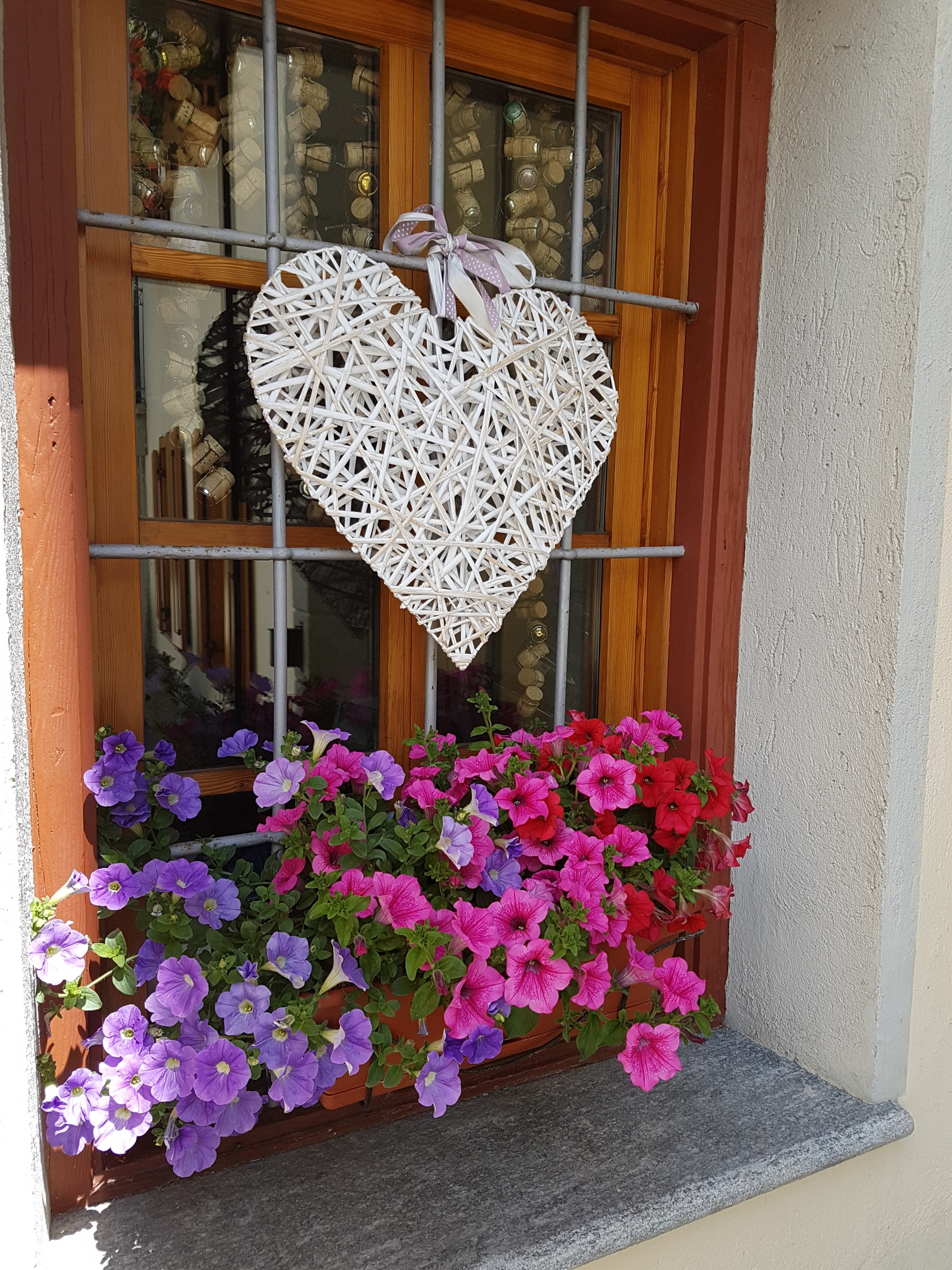
Une fenêtre en style walser.
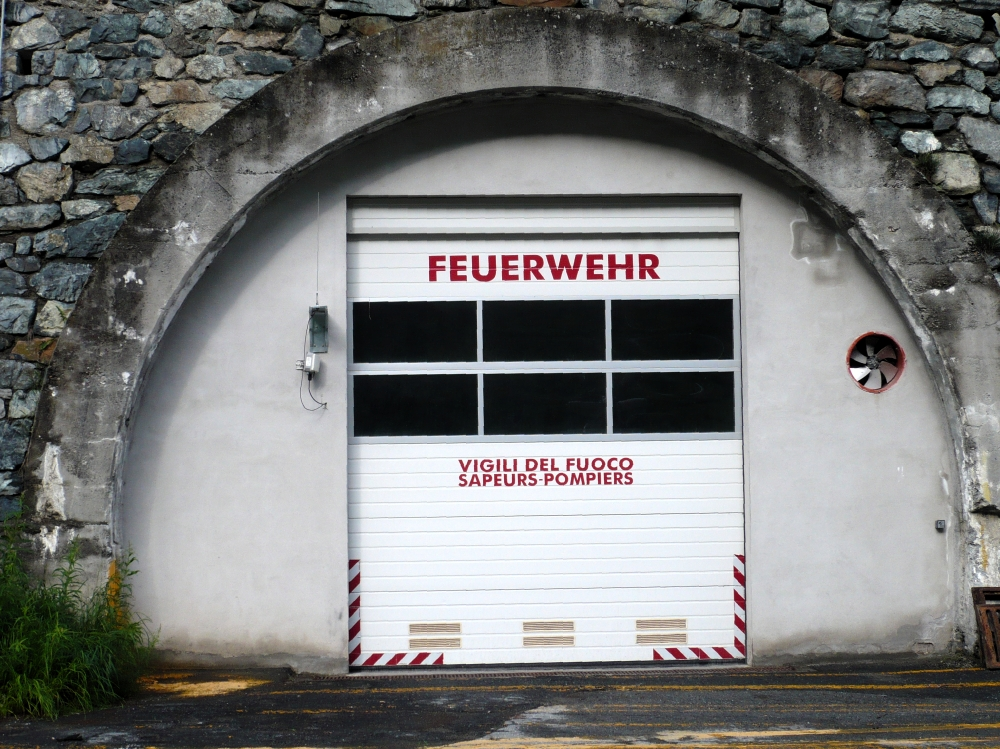
Inscription trilingue (du haut en bas : allemand, italien, français) à la station des Sapeurs-Pompiers.

### Communes limitrophes
Alagna Valsesia (VC), Ayas, Gressoney-Saint-Jean, Riva Valdobbia (VC), Zermatt (CH-VS).